# Ninoxe ocrée
Ninox ochracea
Espèce
Synonymes
- Noctua ochracea Schlegel, 1866
(protonyme)

Statut de conservation UICN

 NT  : Quasi menacé
Statut CITES
La Ninoxe ocrée (Ninox ochracea) est une espèce d'oiseaux de la famille des Strigidae.

## Répartition
Cette espèce est endémique des Célèbes en Indonésie.